# بخش هلیل دشت
بخش هلیل دشت، یکی از بخش‌های شهرستان رودبار جنوب در استان کرمان ایران است. مرکز این بخش، روستای حنا است.

## تقسیمات کشوری
- بخش هلیل دشت
  - دهستان نهضت‌آباد
  - دهستان عباس‌آباد

## جمعیت
بر پایه سرشماری عمومی نفوس و مسکن در سال ۱۳۹۵، جمعیت بخش هلیل دشت برابر با ۲۱٬۵۳۸ نفر بوده است.